# When Tomorrow Comes
When Tomorrow Comes is een Amerikaanse dramafilm uit 1939 onder regie van John M. Stahl. Destijds werd de film in Nederland uitgebracht onder de titel De dag van morgen.

## Verhaal
De concertpianist Philip Chagal maakt kennis met de serveerster Helen Lawrence. Hij is getrouwd, maar hij wordt toch verliefd op Helen en neemt haar mee op zijn zeilboot. Wanneer ze in een verlaten kerk moeten schuilen tijdens een storm, komt ze erachter dat Philip al getrouwd is.

## Rolverdeling
| Acteur         | Personage        |
| -------------- | ---------------- |
| Irene Dunne    | Helen Lawrence   |
| Charles Boyer  | Philip Chagal    |
| Barbara O'Neil | Madeleine Chagal |
| Onslow Stevens | Jim Holden       |
| Nydia Westman  | Lulu             |
| Nella Walker   | Betty Dumont     |
| Fritz Feld     | Nicholas         |

## Prijzen en nominaties
| Jaar | Prijs  | Categorie    | Genomineerde(n)  | Uitslag  |
| ---- | ------ | ------------ | ---------------- | -------- |
| 1939 | Oscars | Beste geluid | Bernard B. Brown | Gewonnen |